# Zapamiętani
Zapamiętani – książka Jacka Bocheńskiego, pisana w latach 2010-2012, zawierająca jednak obfity materiał powstały w okresie 1979-2009 i wydana w 2013 roku nakładem wydawnictwa W.A.B. Jest to zbiór esejów o wybitnych postaciach kultury polskiej (głównie pisarzach), którzy odeszli i z którymi Bocheński stykał się na różnych etapach swojego życia.

## Opis treści
Książka stanowi nie tylko prezentację wybranych sylwetek, ale również zawiera obraz kultury i społeczeństwa polskiego XX wieku. Ponadto jest źródłem do życia Bocheńskiego: w rozdziale poświęconym Tadeuszowi Bocheńskiemu, ojcu autora, poznajemy dzieciństwo Bocheńskiego, w rozdziale poświęconym Leszkowi Kołakowskiemu zaznajamiamy się z mechanizmami polskiej działalności opozycyjnej czasów PRL, w której autor brał czynny udział. Opowieść, przeplatana tu i ówdzie wzmiankami o twórczości literackiej opisywanych postaci oraz dygresjami i anegdotami, stanowi ciekawy dokument polskiego życia artystycznego i literackiego XX wieku.

## Wydania
Jacek Bocheński, Zapamiętani, W.A.B., Warszawa 2013.